# كارول آن لي
كارول آن لي (بالإنجليزية: Carol Ann Lee)‏ هي كاتبة سير وكاتِبة بريطانية، ولدت في 20 مارس 1969 في ويكفيلد في المملكة المتحدة.